# 阿尔泰牡丹草
阿尔泰牡丹草（学名：Gymnospermium altaicum）为小檗科牡丹草属下的一个种。其种加词“altaicum”意为“阿尔泰的”。